# Pjesker, Arvidsjaurs kommun
Pjesker (umesamiska: Bieskiejávrrie) är en by i Arvidsjaurs socken i Arvidsjaurs kommun i Norrbottens län, alldeles på gränsen till Piteå socken och Piteå kommun. Byn ligger vid nordvästra stranden av sjön med samma namn och drygt 25 kilometer öster om Arvidsjaur och 7 kilometer väster om Gråträsk. Från 2015 avgränsas här en småort.
Vid folkräkningen den 31 december 1890 bodde 68 personer i byn. Enligt Arvidsjaurs kommun bor drygt 50 familjer i byn. Sökningar på sidan Ratsit i januari 2015 visar 44 personer över 16 års ålder folkbokförda i Pjesker.

## Namnet
Namnet Pjesker är en försvenskning av det samiska namnet Pjeskejaur, som betyder Kläppsjön.

## Kommunikationer
Länstrafiken Norrbottens busslinje 137 mellan Gråträsk och Arvidsjaur stannar i Pjesker.